# Siggenamt
Het Siggenamt is een gebied in Zwitserland dat sinds de verovering van Aargau door de Eedgenoten in 1415 een onderdeel was van het Graafschap Baden. Het omvatte de huidige gemeenten Endingen, Ennetbaden, Obersiggenthal, Tegerfelden, Unterendingen, Untersiggenthal en Würenlingen.  Na de intocht van de Fransen in maart 1798 en de proclamatie van de Helvetische Republiek behoorden deze gemeenten tot het Kanton Baden. 
Sinds 1803 behoren de gemeenten Endingen, Tegerfelden en Unterendingen tot het district Zurzach en de andere tot het district Baden van het kanton Aargau.